# Corrente di risacca
La corrente di risacca (dallo spagnolo resaca), detta anche di riflusso o di ritorno, è un tipo di corrente marina molto pericolosa. 
Si tratta di un intenso flusso d'acqua causato dal moto ondoso del mare, che si forma davanti alla spiaggia. L'accumulo d'acqua lungo la costa provoca un aumento di pressione, che deve essere compensato da un flusso di ritorno che si dirige dalla riva verso il largo ad elevata velocità, trascinando con sé tutto ciò che incontra.

## Dove si formano

Processo di formazione.

Tali correnti si creano prevalentemente negli specchi di mare davanti alle spiagge sabbiose, soprattutto quando sono delimitate da promontori rocciosi, formando spesso dei canaloni sul fondale che rendono ancora più pericoloso il loro manifestarsi. 

## Pericoli
Spesso, a causa della loro forza, si possono rivelare molto pericolose. Si viene risucchiati e trascinati senza tregua verso il largo. La loro elevata velocità, anche oltre 9 km/h, rende difficile mettersi in salvo anche ai nuotatori più esperti.

## Come riconoscerle
Guardando la superficie dell'acqua si può intuire l'esistenza di una corrente diretta verso il largo: in quei punti la superficie dell'acqua è insolitamente liscia e ondulata; le onde inoltre sono come spezzate in presenza di una forte corrente di ritorno. Si può anche riconoscere la presenza di queste correnti guardando il profilo della spiaggia, che tenderà ad assumere la forma di una sequenza di insenature più o meno grandi a seconda della forza della mareggiata piuttosto che quella lineare tipica della bonaccia. I punti pericolosi, cioè quelli di risucchio, corrispondono ai confini tra un'insenatura e l'altra e sono da evitare durante il bagno o il nuoto.

## Come mettersi in salvo
Nel caso in cui si finisse in una tale corrente, il metodo più corretto per difendersi è nuotare parallelamente alla costa, senza sprecare preziose energie cercando di raggiungere direttamente la riva, cercando quindi di uscire dal lato della testa. Contrastare una tale forte corrente è infatti estremamente lungo e faticoso, molto meglio uscirne lateralmente quanto prima.

## Luoghi interessati
I luoghi in cui si manifestano queste correnti sono spesso noti e ben segnalati da cartelli di pericolo, anche se è sempre meglio non entrare in acqua quando il mare è molto agitato o quando è presente la bandiera rossa di pericolo di fare il bagno.